# Pruthfeldzug

Pruthfeldzug von Peter dem Großen 1711

Der Pruthfeldzug war eine misslungene militärische Operation Peters des Großen gegen die Osmanen im Jahre 1711, die über den Ausgang des seit 1710 geführten Russisch-Osmanischen Krieges entschied.

## Vorgeschichte
Zu dem Konflikt an Russlands Südgrenze war es entgegen den Absichten Peters gekommen. Vor dem Hintergrund der Friedensschlüsse der Heiligen Liga mit den Osmanen im Frieden von Karlowitz hatte er im Frieden von Konstantinopel 1700 auch für Russland eine dauerhafte Beruhigung der Lage im Süden angestrebt, die ihm freie Hand für die Offensive gegen Schweden im Großen Nordischen Krieg sichern sollte.
Auch nach der Flucht des Schwedenkönigs Karls XII. ins osmanische Exil – nach der Niederlage gegen Peter in der Schlacht von Poltawa 1709 – blieb die russische Diplomatie gegenüber dem Sultan auf Ausgleich bedacht. Jedoch gewannen die Verfechter eines Revanchekrieges gegen Russland in der Pforte die Oberhand. Die Intrigen des einflussreichen Krim-Khans, der im Einvernehmen mit Karl XII. stand, führten zur Kriegserklärung an Russland am 20. November 1710.

## Verlauf

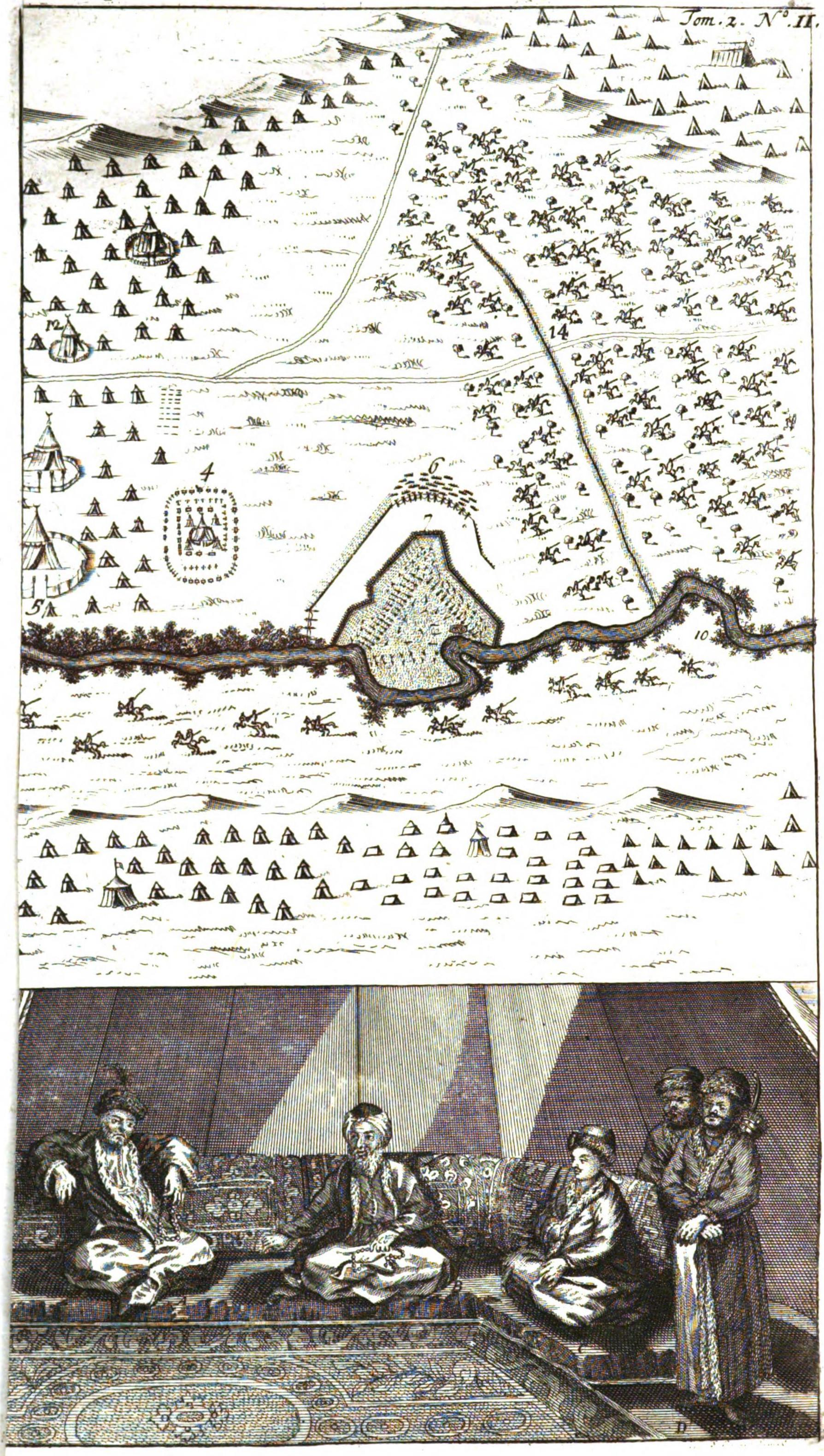
Das befestigte Lager am Pruth, Illustration von William Hogarth (1697–1764), 1724

Den aufgezwungenen Krieg gedachte Zar Peter offensiv zu führen. Er wollte ein Übergreifen des Konfliktes auf Polen verhindern, hegte aber auch die Hoffnung, bei einem Vorstoß ins osmanische Reich einen Aufstand der Balkan-Christen zu entfachen. Durch das Fürstentum Moldau sollte das russische Heer rasch nach Süden geführt werden, um noch vor Erscheinen des Gegners Position an der Donau zu beziehen. Die Konzentration der russischen Truppen am Dnepr verzögerte sich jedoch, und der verspätet begonnene Vormarsch wurde durch Mangel an Proviant und Fourage gehemmt.
So stand Peter mit seiner russischen Hauptmacht Anfang Juli 1711 noch immer südlich des moldauischen Jassy am Pruth, als sich bereits das überlegene osmanische Heer näherte. Das eilig befestigte Lager wurde von den Osmanen eingeschlossen und am 19. und 20. Juli 1711 einer Folge von verheerenden Angriffen ausgesetzt. In dieser ausweglosen Lage kamen die Annahme der russischen Verhandlungsangebote durch den Großwesir und dessen maßvolle Friedensforderungen für Peter selbst unerwartet. Der Frieden von Pruth vom 23. Juli 1711 bestimmte die Rückgabe Asows an die Osmanen, die Zerstörung der russischen Festungen am Don und die Aufhebung der russischen Gesandtschaft bei der Pforte, daneben musste Russland den Rückzug seiner Truppen aus Polen und die ungehinderte Heimkehr Karls XII. nach Schweden garantieren.